# Brienne-sur-Aisne
Brienne-sur-Aisne és un municipi francès, situat al departament de les Ardenes i a la regió del Gran Est.